# Papegaaienziekte
Papegaaienziekte of psittacose is bij mensen een infectieziekte veroorzaakt door de bacterie Chlamydophila psittaci met het klinische beeld van een atypische longontsteking. De naam is afgeleid vanwege het feit dat dit organisme vrij vaak bij allerlei vogels uit de groep van de papegaaiachtigen (psittaciformes) voorkomt. De ziekte kan ook voorkomen bij duiven, kippen en parkieten en is dan in principe ornithose genaamd. Psittacose is een zeldzame zoönose en kan voorkomen bij risicoberoepen als vogelkwekers, bij vogelliefhebbers en duivenmelkers. De ziekte is voor mensen niet ongevaarlijk en kan fataal verlopen in zeldzame gevallen (<1%). Opname in het ziekenhuis is dan noodzakelijk. Ernstigere vormen zijn bijvoorbeeld longontsteking of bloedvergiftiging waarbij meerdere organen minder kunnen gaan functioneren of uitvallen. De overdracht verloopt aërogeen (via de lucht) en de incubatieperiode is 1 tot 4 weken.

## België
In Vlaanderen werden twee belangrijke uitbraken beschreven. In 1985 werden 123 personen ziek na het bezoeken van een vogeltentoonstelling en wedstrijd. In 1993 werden 8 douaniers getroffen door deze ziekte na blootstelling aan in beslag genomen lading besmette halsbandparkieten. Psittacose is een meldingsplichtige infectieziekte. Het RIVM houdt deze meldingen bij.

## Nederland
In het najaar van 2007 werd een kleine epidemie beschreven in Nederland onder ten minste 16 bezoekers van een vogelshow in Weurt bij Nijmegen. 

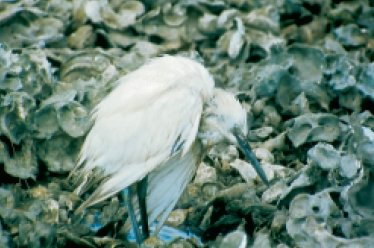
Jonge kleine blauwe reiger met een ernstige Chlamydophila psittaci infectie